# حليمة كلوية
الحُلَيمَةٌ الكُلْوِيَّة (بالإنجليزية: Renal papilla)‏، هو المكان الذي تُفَرِغ فِيه الأهرام الكلوية اللبية البول في الكؤوس الكلوية الصغيرة في الكلية.
من الناحية النسيجية التشريحية، تتميز بتقارب نظام القنوات الجامعة اللبية لتكوين القناة الحليمية لتوجيه السائل. عند الحليمة الكلوية يبدأ ظهور الظهارة الانتقالية.

## الأهمية السريرية
بعض المواد الكيميائية السامة للكلية والتي تُدعى سموم كلوية تُدمر الحليمات الكلوية. تلف الحليمات الكلوية يؤدي إلى موت الخلايا في هذه المنطقة من الكلية والذي يُدعى نخر الحليمات الكلوية. أكثر المواد سُميةً شيوعاً بين المواد السامة للحليمات هي المسكنات اللاستيرودية، مثل إيبوبروفين، اسبرين، فينيلبيوتازون بالأخص مع الجفاف.
وقد تبين أيضا أن تطور الحليمات الكلوية الغير منتظم خلال المرحلة الجنينية يرتبط بحدوث الانسداد الوظيفي والتليف الكلوي.
وقد ارتبط التلف الحليمي الكلوي أيضًا بتحصي الكلية، ويمكن قياسه وفقًا لمقياس تصنيف الدرجات الحليمية.

## صور إضافية

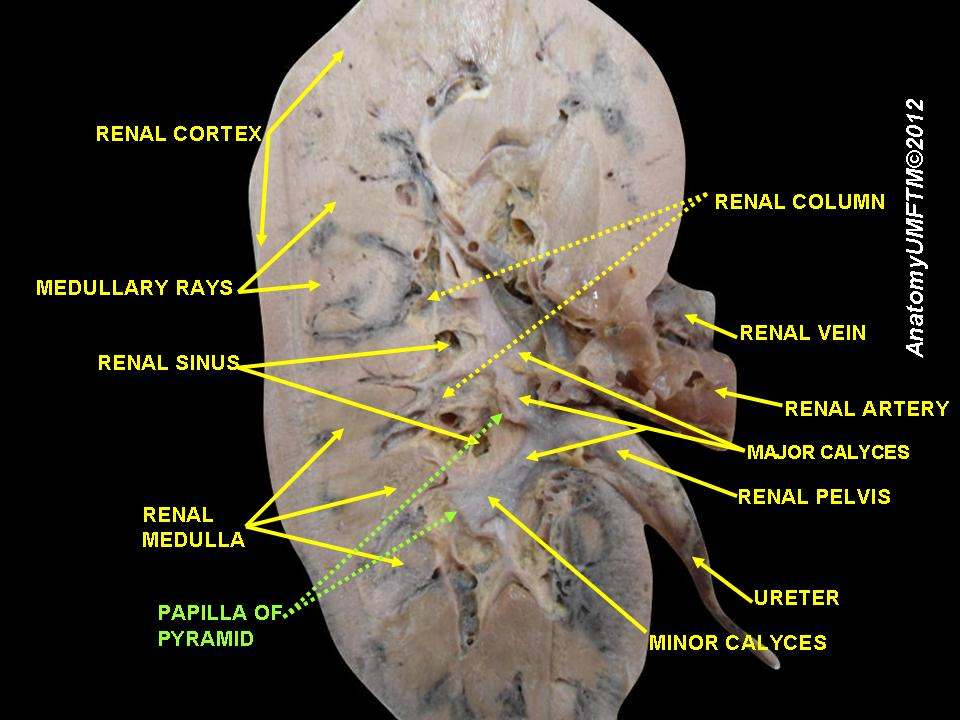
الحليمة الكلوية

## الروابط الخارجية
- صور تشريحية:40:06-0107 في مركز داونستيت الطبي التابع لجامعة نيويورك - "Posterior Abdominal Wall: Internal Structure of a Kidney"
- صور نسيجية: 15901loa — نظام تعلم علم الأنسجة في جامعة بوسطن - "Urinary System: neonatal kidney"
- درسٌ تشريحي حول posteriorabdomen مُعدٌ بواسطة ويسلي نورمان (جامعة جورجتاون). (renalpelvis)